# Plélan-le-Petit

Plélan-le-Petit este o comună în departamentul  Côtes-d'Armor, Franța. În 1 ianuarie 2022 avea o populație de 1.947 de locuitori.